# Гири, Джон Уайт
Джон Уайт Гейри (англ. John White Geary; 30 декабря 1819 — 8 февраля 1873) — американский юрист, политик, масон и генерал армии Севера в годы американской гражданской войны. Он был последним алькальдом и первым мэром Сан-Франциско, так же губернатором территории Канзас и 16-м губернатором Пенсильвании.

## Ранние годы
Гири родился около Маунт-Плезант в штате Пенсильвания. Он был сыном Ричарда Гири, фабриканта железных изделий, и Маргарет Уайт, урождённой мерилендки. (У его матери было несколько рабов, но она дала им образование и освободила) В 14 лет он поступил в Джефферсон-Колледж в Кэннонсберге, где изучал инженерное дело и право, однако покинул колледж до выпуска из-за смерти отца, оставившего много долгов. Гири сменил несколько работ, сумел накопить деньги, чтобы вернуться в колледж, и окончил его в 1841 году. Работал инженером на строительстве железной дороги в горах Эллени. В 1843 году женился на Маргарет Энн Логан, от которой имел семерых сыновей. Маргарет умерла в 1853 году, и в 1858 году Гири женился в Карлайле на вдове Мэри Чёч Хендерсон.
Гири числился в ополчении штата, а после начала мексиканской войны записался во 2-й пенсильванский полк в звании подполковника. Он командовал этим полком под Чапультепеком, где был ранен пять раз. Он был хорошей мишенью для противника, будучи крупным для своего времени человеком: шести футов шести дюймов ростом и весом 118 килограмм. за всю свою военную карьеру он был ранен 10 раз. За подвиги при штурме ворот Белен он получил звание полковника и вернулся домой героем. 21 июля 1848 он уволился со службы.

## Гражданская война
Когда началась гражданская война, Гири лично сформировал 147-й и 28-й пенсильванские полки и стал полковником последнего. 8 марта 1861 года он был ранен и захвачен в плен около Лисберга (Вирджиния), но сразу же отпущен по обмену и вернулся к службе. 25 апреля 1862 года он получил повышение до бригадного генерала и стал командовать бригадой в корпусе Натаниэля Бэнкса. С этой бригадой он прошёл всю кампанию в долине Шенандоа. В конце июня бригаду присоединили к Вирджинской армии Джона Поупа. 9 августа 1862 года бригада Гири приняла участие в сражении у Кедровой Горы, где он был серьёзно ранен в руку и ногу и временно выбыл из строя, сдав командование генералу Джорджу Грину. Из-за ранения он пропустил Мерилендскую кампанию и вернулся в строй только 15 октября, но уже в качестве дивизионного командира. Дивизия Гири стала частью XII корпуса генерала Генри Слокама.
Корпус Слокама не участвовал в сражении при Фредериксберге, зато был активно задействован в сражении при Чанселорсвилле весной 1863 года. В тяжелых боях под Чанселорсвиллом дивизия потеряла 1 209 человек. Той же весной корпуса и дивизии Потомакской армии получили знаки различия, и дивизия Гири получила эмблему в виде белой звезды на синем фоне. После этого дивизия получила неофициальное прозвище «Дивизия Белой Звезды»(White Star Division).
Во время Геттисбергской кампании дивизия Гири состояла из трёх бригад:
- Бригада Чарльза Кенди, 4 огайских и 2 пенсильванских полка[5]
- Бригада Джорджа Кобхама, 3 пенсильванских полка
- Бригада Джорджа Грина, 5 нью-йоркских полков

На поле боя под Гетисбергом дивизия пришла вечером 1 июля и была направлена на левый фланг армии. Рано утром 2 июля её перевели на крайний правый фланг, а в 8 утра подошла дивизия Уильямса и встала ещё правее. Днём началось наступление на левый фланг федеральной армии и Слокам получил приказ отправить туда свой корпус. Дивизия Уильямса ушла на левый фланг, а Гири получил приказ оставить в укреплениях одну бригаду (Грина), а две остальные бригады отправить вслед за Уильямсом. Однако, эти бригады ввиду «необъяснимой ошибки не последовали за Первой дивизией, а выбрали неверную дорогу на Ту-Таверн и перешли через Рок-Крик». Таким образом, Гири с двумя своими бригадами не принял участия в боях на левом фланге и в боях за Калпс-Хилл. Две бригады вернулись на место к полуночи, причем обнаружилось, что некоторые их траншеи за день уже захвачены противником.
После геттисбергской кампании XII корпус был отправлен на запад под Чаттанугу. Там, в сражении при Ваухатчи, погиб сын Гири — Эдвард. После Ваухатчи Гири хорошо проявил себя в сражении при Лукаут-Маунтен.
После Чаттануги Гири участвовал в Атлантской кампании, в марше Шермана к морю и в Каролинской кампании. Он присутствовал при капитуляции Саванны некоторое время служил военным губернатором этого города. Здесь он получил временное повышение до генерал-майора.

## Губернатор Пенсильвании
Посл войны Гири отслужил два срока в должности губернатора Пенсильвании — с 1867 по 1873 год.
8 февраля 1873 года, за три месяца до конца своего губернаторского срока, Гири умер от инфаркта. Ему было 53 года. Его похоронили с государственными почестями в Харисберге, на кладбище Маунт-Кельма-Сементери.

## Память
В 1889 году округ Дэвис в Канзасе по просьбе жителей был переименован в округ Гири в честь Джона Гири. В Сан-Франциско появился бульвар Гири, на геттисбергском поле боя — Гири-Авеню, а в городе Нью-Камберленд улица Гири. Существует улица Гири в Харрисберге и памятник Гири в Маунт-Плезант в Пенсильвании. В Канзасе до 1905 года существовал городок Гири, в округе Донифан. В 1914 года под Геттисбергом на холме Калпс-Хилл появился монумент в честь Гири.